# Клятва мизинцами
Клятва мизинцами — традиционный жест, часто практикуемый среди детей, включающий смыкание мизинцев двух человек в знак того, что было дано обещание. Этот жест означает, что человек может отрубить палец тому, кто нарушил обещание.
В Белфасте, Северной  Ирландии, клятву мизинцами называют «свинским обещанием» (англ. piggy promise).

## История
Клятва мизинцами берёт своё начало в Японии 1600—1803 годов, где она называлась юбикири (яп. 指切り, досл.: «отсечение пальца») и часто дополнительно сопровождалось клятвой: «Клянусь мизинцем, десять тысяч ударов, того, кто солжёт, заставят проглотить тысячу иголок.» (指切り拳万、嘘ついたら針千本呑ます юбикири гэмман, усо цуйтара харисэмбон номасу).

## Распространённость
В Северной Америке этот жест наиболее распространён среди детей школьного возраста и близких друзей, существует по крайней мере с 1860 года, когда в Словаре Американизмов Джона Расселла Бартлетта было написано следующее сопровождающее обещание:

Мизинец, мизинец
Тот, кто лжёт
Опустится в плохое место
И никогда больше не встанетОригинальный текст (англ.)Pinky, pinky,
Whoever tells a lie
Will sink down to the bad place
And never rise up again
— Джон Расселл Бартлетт, Словарь Американизмов